# Morača (pleme)
Moračani jedno od sedam crnogorskih brdskih plemena. Očuvali su predanje o svom pretku Bogiću koji se doselio u Moraču sredinom XV vijeka od Huma Hotskog iz Sjeverne Albanije. Predanje kazuje da se Bogić doselio u današnje Prekobrđe sa svoja četiri (po nekima 7) sina, da je bio plemić, te da je potomak stare porodice Mrnjačevića. U vrijeme Bogićevog dolaska u Morači su živjeli Srbi Braunovići, Ćirovići,  Danilovići i Popovići, ali i ostaci starog naroda Klimenti s kojima se Bogić sukobljavao, te da su mu u tim sukobima poginula dva sina koja nisu ostavila potomstvo. Ostala su mu dva sina: Dobrija i Rakoč od kojih potiću danas brojna moračka bratstva: Rakočevići od Rakoča a Radovići, Medenice, Vujisići, Lakićevići, Dožići, Rašovići, Dobričani i Perovići od Dobrije.Bogić je od Braunovića "posudio" ugarak vatre da zasnuje svoje naselje.